# Pieter Balling
Pieter Balling (? - 1664) was een Nederlands doopsgezind koopman, schrijver, vertaler en lid van de collegianten, een vrijzinnig protestants gezelschap waarmee Benedictus de Spinoza in contact stond. Balling vertaalde werk van zijn vriend Spinoza in het Nederlands en correspondeerde met hem.

## Biografie
In zijn jeugd was Balling vertegenwoordiger in Spanje en Portugal voor Haarlemse en Amsterdamse kooplui en later werkte hij als makelaar te Amsterdam. Spinoza schreef hem op 20 juli 1664 een ontroerende brief (Epistolae 17) om hem te troosten met het overlijden van een kind. Balling wordt met Jarig Jelles en Simon Joosten de Vries genoemd als vriend van Spinoza. Korte tijd daarna, op 20 december 1664, stierf hij zelf: vader en zoon werden vrijwel zeker slachtoffer van de toen te Amsterdam woedende pestepidemie.
Tijdens een conflict in de Doopsgezinde Gemeente in Amsterdam, de zogeheten Lammerenkrijgh, koos Balling de kant van de aanhangers van Galenus Abrahamsz. tegen die van Samuel Apostool. Als "P.B." schreef hij hierover Verdediging.. (1663) en een Nadere verdediging..(1664). Hij riep op tot verdraagzaamheid en gehoorzaamheid van kerkdienaren en bestuurders aan de kerkgemeente en bestreed de vorming van facties in de kerkgemeente. Uit een andere anonieme publicatie bleek dat deze P.B. Pieter Balling was.
Ballings bekendste werk is Het licht op den kandelaar (1662, 1684). Hij vertaalde Spinoza's Renati des Cartes Principia philosophiae (1663) in het Nederlands en mogelijk gebruikte Spinoza's andere vertaler Jan Hendrik Glazemaker later een vertaling van Balling van de eerste twee delen van de Ethica voor de Nagelaten Schrifte (1677) van Spinoza.
In 1669 wordt zijn vrouw weduwe genoemd, dus Balling overleed vóór 1670.

## Het licht op den kandelaar, 1662, 1684
Ballings bekendste werk is Het licht op den kandelaar, dat eerst in 1662 anoniem, maar bij herdruk in 1684 onder eigen naam verscheen bij Jan Rieuwertsz., die ook Spinoza uitgaf. Met dit boekje wilde hij Het licht dat in de duisternisse schijnt van de Amsterdamse Quaker William Ames bestrijden, maar ging er nauwelijks op in. Hij besprak de "zee van verwerring" over godsdienst door spraakverwarring en "schoolse geleerdheid", die men kan vermijden door gebruik van het verstand. In enkele bladzijden legde Balling uit, dat "het licht der waarheid, dat een ieder in de wereld verlicht" in ons de bron van alle kennis en godsdienst is. Dit licht omschrijft Balling net als René Descartes als de "klare en onderscheidene kennisse [...] in het verstand van ieder mens". De formulering lijkt op Spinoza's Korte verhandeling van God, de mensch, en deszelvs welstand en verder op ideeën van Dirck Volkertsz. Coornhert. Bij Balling leidt het licht de mens naar God door zonden te vermijden en een schoon geweten te krijgen. Balling verwierp het idee van een vrije wil, want alles heeft een oorzaak. Maar door het licht kunnen we het goede en God kennen. Anders dan Jarig Jelles verwees Balling niet naar de Bijbel of openbaring.

### Citaten
"Licht der waarheit, het waarachtige Licht, 't welke verlicht een yder mensche komende in de werelt. Hier moet gy zyn niet buiten u. Hier zult gy vinden een beginzel dat zeker is en onfeilbaar en waar door gy toenemende en voortgaande eindelyk tot een gelukzaligen standt zult konnen geraken

"Het Licht (dan zeggen wy) is een klare en onderscheidene kennisse van waarheit, in het verstant van een ygelijk mensch, door welk hy zodanich overtuigt is, van het zijn, en hoedanich zijn der zaken, dat het voor hem onmogelijk is, daar aan te konnen twijffelen."

"Welaan dan, o Mensch, buiten u hebt gij geen middel te zoeken om God te leeren kennen; in u zelve moet gij blijven, u wenden tot het Licht dat in u is: daar zult gij ze vinden en nergens anders. God is in u, en een iegelijk mensch, in zichzelve aangemerkt, het allernaaste. Die buiten zich gaat, om door de schepselen God te leeren kennen, die wijkt van God af, en zooveel te verder, naarmate hij zich meer aan de schepselen komt te vergapen. Dit staat u dus te vermijden, het tegendeel te betrachten. Geeft acht op het Licht dat in u is, laat u daardoor leiden, weest daaraan met volharding getrouw." 
— Balling: Het licht op den kandelaar, 1662

## Publicaties
Onder meer:
- 1662: Het licht op den Kandelaar, dienende tot opmerkinge van den voornaamste dingen in het boekje genaamt "De verborgentheden van het Rijke Ghodts, &c. tegens Galenus Abrahamsz, en zijn Toestemmers &c. verhandelt en beschreven door William Ames", Gedrukt voor den Autheur, 1662, [Amsterdam]: gedrukt voor den autheur, 1662
  - 1684: Amsterdam, Jan Rieuwertsz. II, 1684. Achter Jarig Jelles: Belydenisse des algemeenen en christelyken Geloofs vervattet in een Brief aan N.N.
- 1663 als P.B. : Verdediging van de regering der Doopsgezinde Gemeente : die men de vereenigde Vlamingen, Vriezen, en Hoogduytsche noemt, binnen Amsterdam : zijnde een wederlegging van het zoo genoemde nootwendig bericht, &c., Amsterdam, Jan Rieuwertsz in Dirk van Assensteeg, in 't Martelaars Boek, 1663
- 1664 
  - als vertaler van Benedictus de Spinoza: Renatus Des Cartes Beginzelen der wysbegeerte, I en II deel, na de meetkonstige wijze beweezen door Benedictus de Spinoza ... : mitsgaders des zelfs overnatuurkundige gedachten, in welke de zwaarste geschillen ..., kortelijk werden verklaart, Amsterdam , Jan Rieuwertsz, boekverk. in de Dirk van Assensteegh, in 't Martelaars-boek, 1664
  - als P.B.: Nader verdediging van de regering der Doopsgezinde Gemeente, die men de vereenigde Hoogduytsche, Vriezen, en Vlamingen noemt, binnen Amsterdam. : Zijnde een wederlegging van d'antwoort op de verdediging, &c., Amsterdam, Jan Rieuwertsz., 1664.